# Cyrtodactylus erythrops
Cyrtodactylus erythrops là một loài thằn lằn trong họ Gekkonidae. Loài này được Bauer, Kunya, Sumontha, Niyomwan, Panitvong, Pauwels, Chanhome & Kunya, mô tả khoa học đầu tiên năm 2009.